# Lubieszów (Ukraina)
Lubieszów (ukr. Любешів, Lubesziw) – osiedle typu miejskiego na Ukrainie, w obwodzie wołyńskim, w rejonie kamieńskim. Była siedziba administracyjna dawnego rejonu lubieszowskiego. Leży na historycznym Polesiu.

## Historia

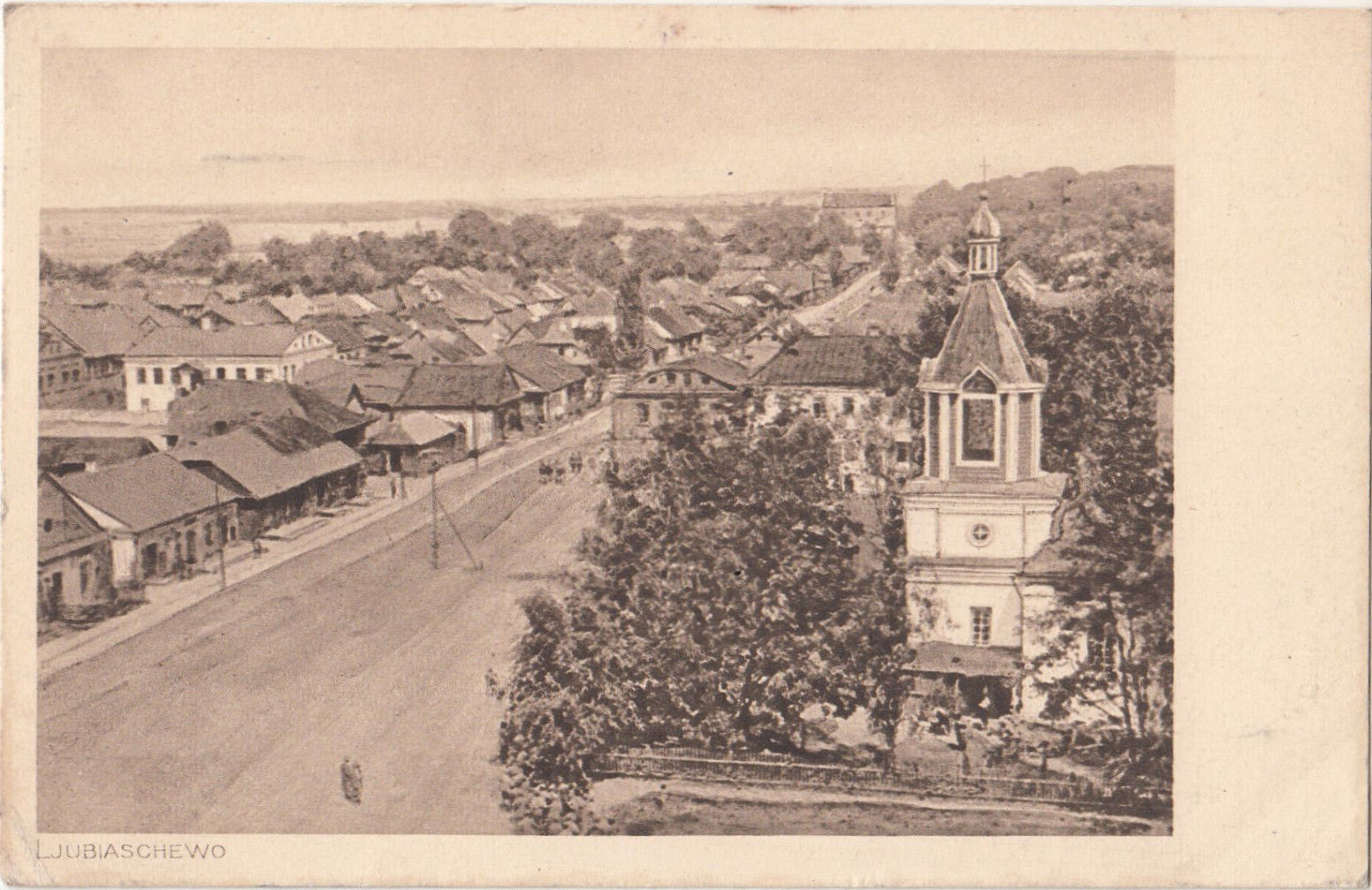
Rynek w 1915

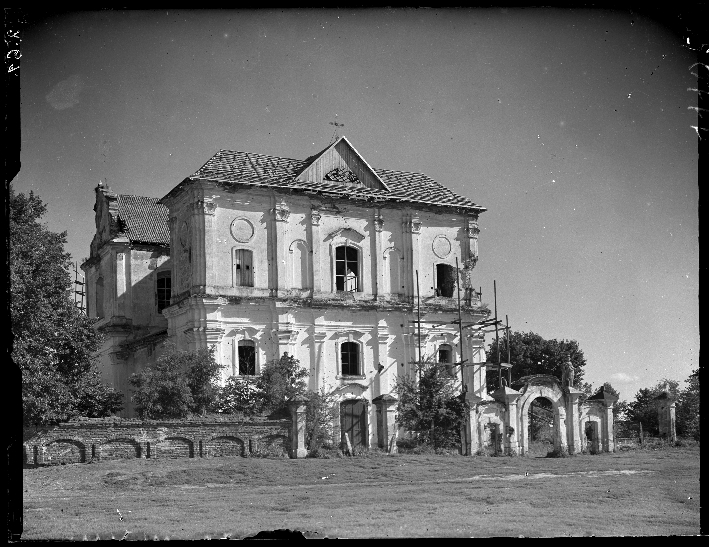
Konwent pijarów w 1929

W połowie XVII wieku była tu wieś spalona przez Tatarów w 1653 roku. Większego znaczenia miejscowość nabrała w II poł. XVII wieku, gdy marszałek wielki litewski Jan Karol Dolski herbu Kościesza zbudował tu miasteczko Nowy Dolsk (nazwa się nie przyjęła) wraz z pałacem i ogrodem. Dolski założył tu w 1684 roku klasztor zakonu pijarów, którzy w otworzyli tu w 1693 roku kolegium słynące z wysokiego poziomu nauczania. W 1706 roku miasteczko zniszczyły poważnie wojska szwedzkie. Odbudował je Michał Serwacy Wiśniowiecki, który zbudował w nim nowy pałac. W 1768 roku kasztelan bracławski Jan Antoni Czarnecki zbudował w Lubieszowie klasztor kapucynów. W kolegium pijarów uczył się w latach 1753–1756 Tadeusz Kościuszko, jego brat Józef Kościuszko, filozof Daniel Kazimierz Narbutt, botanik Stanisław Bonifacy Jundziłł.
Prywatne miasto szlacheckie położone było w końcu XVIII wieku w hrabstwie lubieszowskim w powiecie pińskim województwa brzeskolitewskiego.
Po rozbiorach Lubieszów wchodził w skład powiatu pińskiego, guberni mińskiej. W 1832 roku w ramach represji po powstaniu listopadowym władze rosyjskie zamknęły oba klasztory. Kościół pijarów stał się świątynią parafialną, a katolicki kościół kapucynów zamieniono na cerkiew prawosławną. W 1834 roku zamknięto też szkołę pijarów.
W latach 1915–1916 miasteczko zniszczono podczas działań wojennych między Austriakami i Rosjanami. Za II RP istniała wiejska gmina Lubieszów. W latach 1934–1939 ponownie działała tu szkoła pijarów.
Na początku okupacji hitlerowskiej Ukraińcy urządzili pogrom, w czasie którego obrabowano wielu Żydów, a kilku z nich zabito. Pod koniec lipca 1941 żołnierze 2 Pułku Kawalerii SS zastrzelili 42 tutejszych Żydów. W kwietniu 1942 roku Niemcy utworzyli getto dla żydowskich mieszkańców. Przebywało w nim około 2000 osób. W październiku 1941 roku Niemcy zlikwidowali getto, a Żydów zamordowali. Sprawcami zbrodni było SD z Brześcia, niemiecka żandarmeria oraz ukraińska policja.
5 sierpnia 1942 roku w Lubieszowie został rozstrzelany przez Niemców za pomoc udzielaną Żydom o. Aleksander (Józef) Zając z zakonu pijarów.
5 kwietnia 1943 roku został uprowadzony, torturowany i zgładzony przez policjantów ukraińskich ks. Józef Szostak, który powracał na plebanię we wsi Hołoby Małe ze spowiedzi wielkanocnej w Lubieszowie. Wraz z nim zamordowano br. Piotra Mojsijonka, pijara.
We wrześniu 1943 roku UPA zaatakowało miasteczko, jednak atak odparli partyzanci radzieccy, którzy ewakuowali mieszkańców czasowo w bezpieczne miejsce. Kolejny nastąpił w dniu 9 listopada 1943 roku i w jego efekcie oddział UPA wymordował 283 bezbronnych Polaków zamieszkujących Lubieszów i pobliską Rejmontówkę. Część spalono żywcem. Spalono wtedy także dwie zakonnice ze Zgromadzenia Córek Najczystszego Serca Najświętszej Maryi Panny (sercanki bezhabitowe), którymi były siostra Jadwiga Alojza Gano i siostra Andrzeja Maria Osakowska. W 70. rocznicę wydarzeń, na starym miejscowym cmentarzu odsłonięto pomnik upamiętniający to wydarzenie.
24 października 1943 roku w czasie odwiedzania mogił pomordowanych Polaków zginął na minie o. Jan Borell, Hiszpan z zakonu pijarów.
W 2013 liczyło 5731 mieszkańców.

## Zabytki
- Kolegium Ojców Pijarów w Lubieszowie, gdzie jak napisano na tablicy kształcił swą wzniosła duszę i umysł Tadeusz Kościuszko[15][16][17]. Kolegium założono na planie czworoboku. Obok wznosił się barokowy kościół pijarów z 1742 roku, uszkodzony w czasie walk frontowych w 1944 r, wysadzony w powietrze w 1969 r, jego resztki rozebrała okoliczna ludność[18].
- Kościół kapucynów pw. śś. Cyryla i Metodego z 1768 r. w stylu barokowym i układzie trójnawowej bazyliki
- Klasztor kapucynów z 1768 r., barokowy, po wojnie komisariat milicji. Całość otacza barokowe ogrodzenie z bramą
- brama pałacowa z 1 poł. XVIII wieku prowadząca dawniej do pałacu Wiśniowieckich i Czarneckich. Za bramą rozciąga się park pałacowy
- cmentarz polski z krzyżem Straży Mogił Polskich z 1996 roku

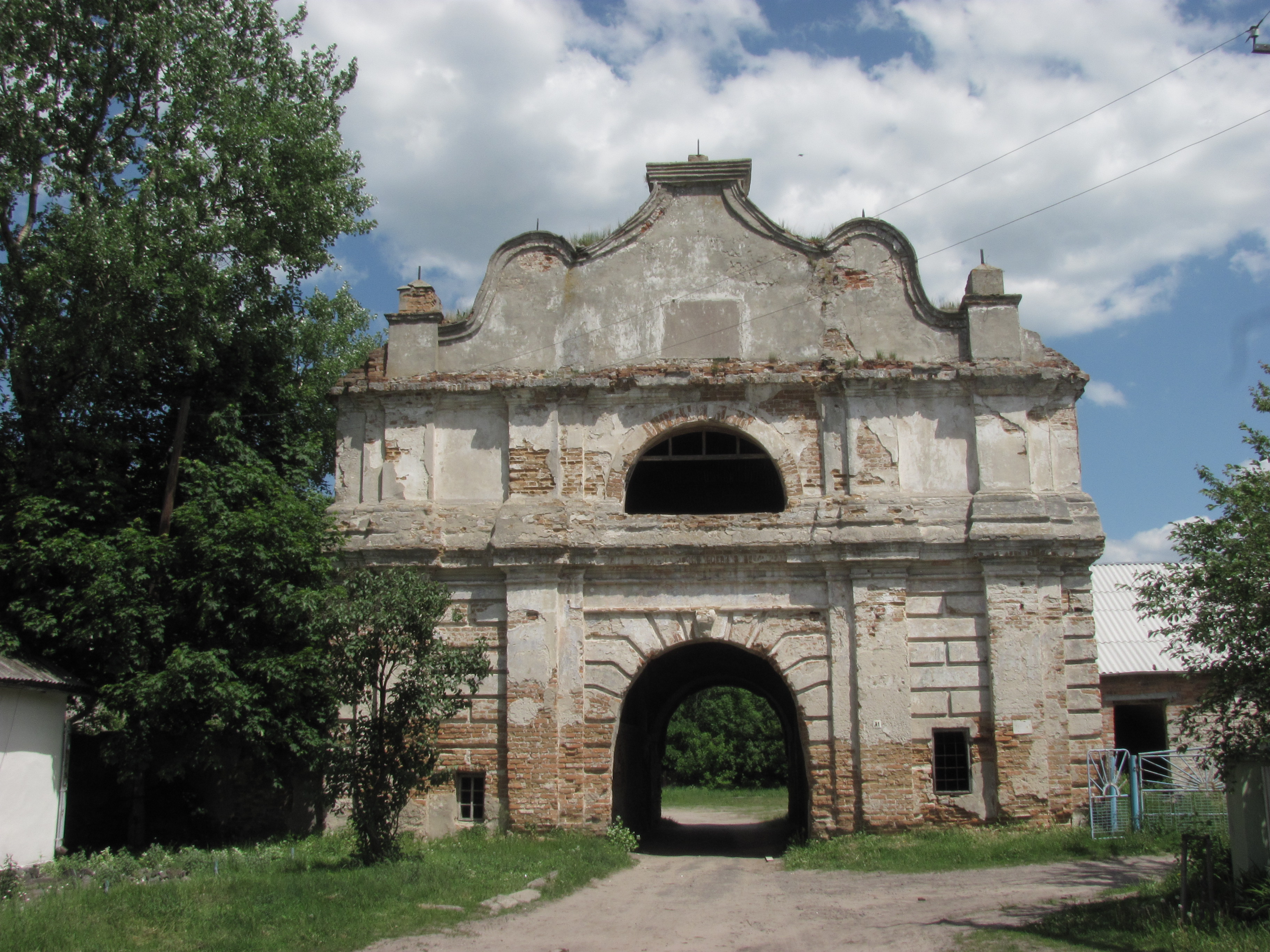
Brama pałacowa
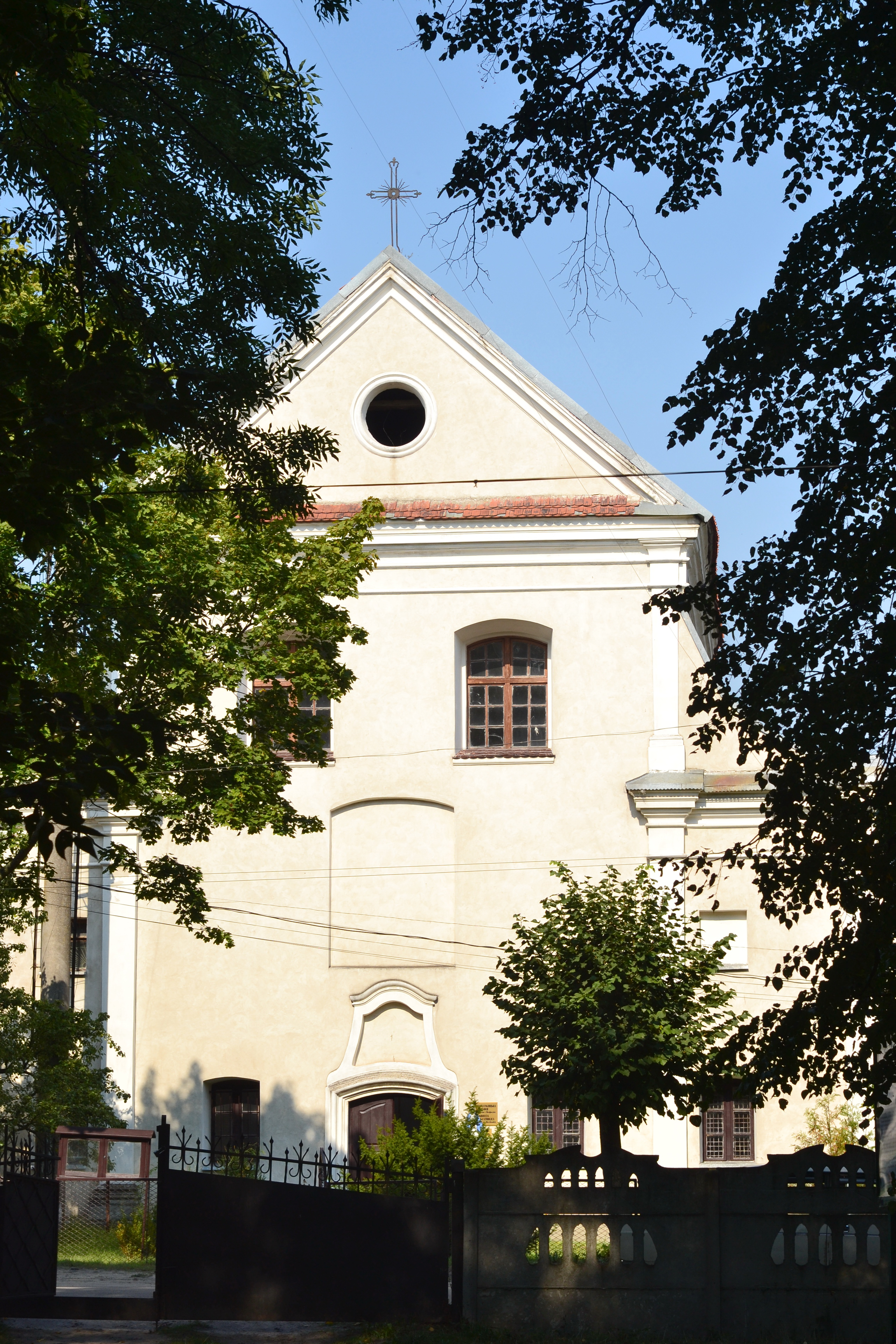
Kościół kapucynów
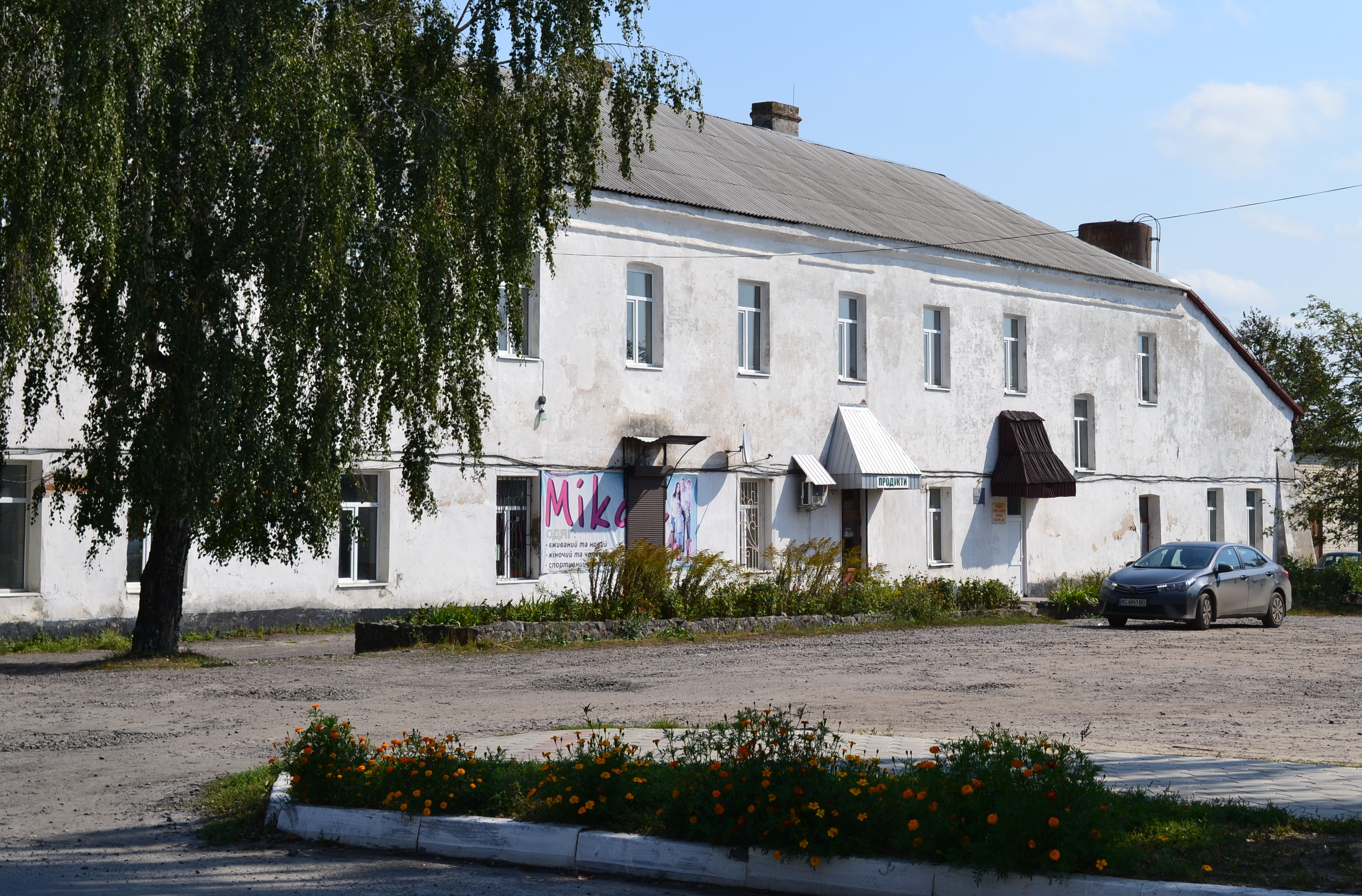
Klasztor pijarów
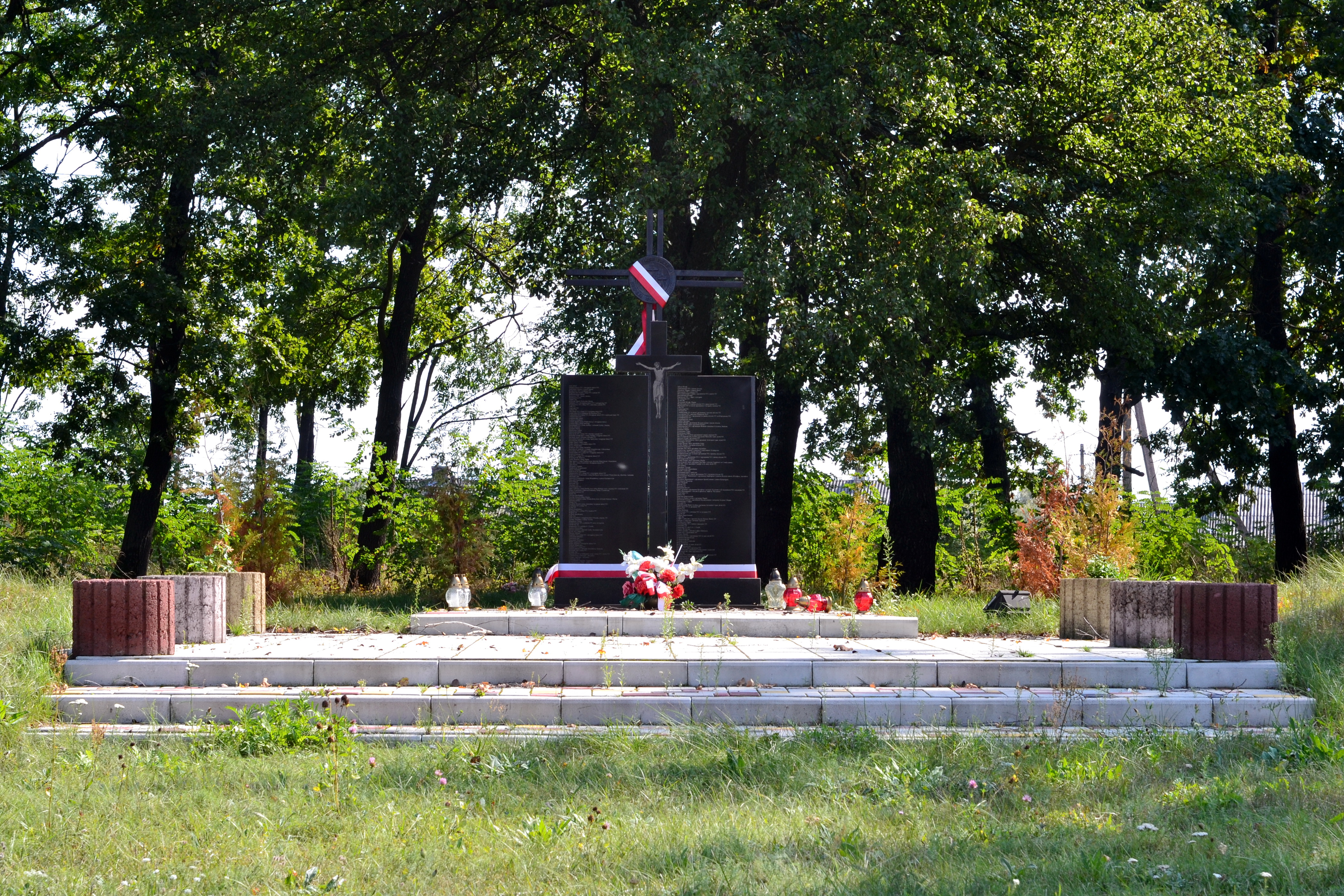
Pomnik upamiętniający Polaków pomordowanych przez UPA w 1943 na cmentarzu polskim
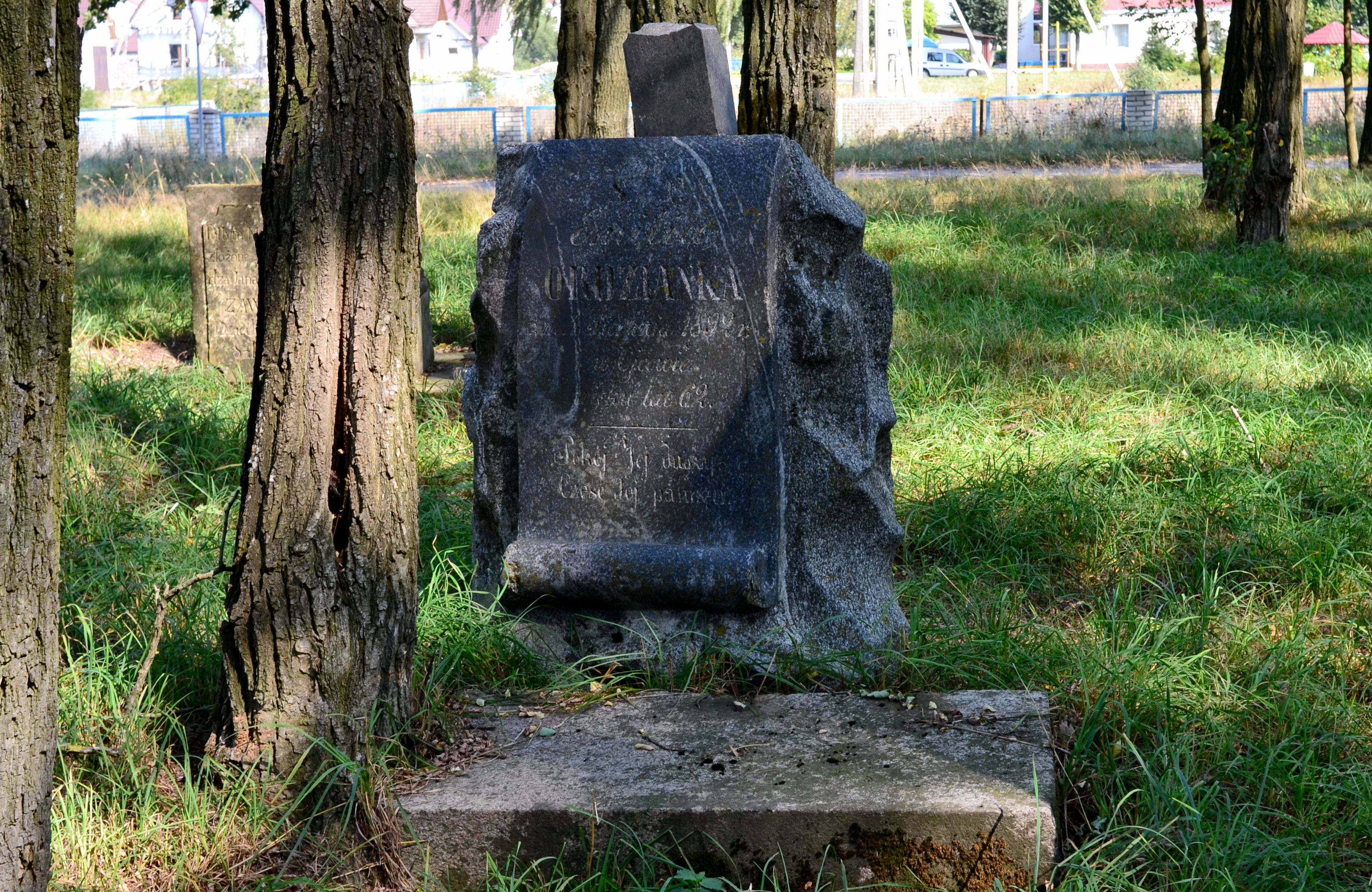
Nagrobek z XIX w. na cmentarzu polskim